# Раду-Негру (Келераш)
Раду-Негру (рум. Radu Negru) — село у повіті Келераш в Румунії. Входить до складу комуни Моделу.
Село розташоване на відстані 103 км на схід від Бухареста, 7 км на північний схід від Келераші, 100 км на захід від Констанци, 139 км на південь від Галаца.

## Населення
За даними перепису населення 2002 року у селі проживали 97 осіб, усі — румуни. Усі жителі села рідною мовою назвали румунську.